# Хајде да лудујемо
Хајде да лудујемо је песма југословенске и хрватске певачице Татјане Камерон Тајчи која је представљала Југославију на Песми Евровизије 1990. у Загребу. Музику за песму је компоновао Зринко Тутић, текст је написала Алка Вуица, а оркестром је током извођења уживо дириговао маестро Стјепан Михаљинец. Био је то десети, а уједно и последњи пут да је ТВ Загреб делегирао југословенског представника на том фестивалу.
Тајчи је првобитно победила на националном избору Југовизији, који је те године одржан 3. марта у Задру. На фестивалу је те године учествовало 16 композиције, а песма Хајде да лудујемо победила је са 114 гласова, готово дупло више од другопласираног Бориса Новковића. 
Финале Евросонга те године одржано је 5. маја у концертној дворани Ватрослав Лисински у Загребу. Водитељи програма били су Хелга Влаховић и Оливер Млакар. Југословенски представници су у Загребу наступили као 15, а током гласања 22 национална жирија Југославија је добила поене од 13 жирија, укључујући и две максималне оцене од израелског и турског жирија, што је било довољно за 7. место са укупно освојеним 81 бодом. 
Песма Хајде да лудујемо је касније постала велики хит на целом постјугословенском простору.

## Бодови за Југославију
| Поена | Земља                          |
| ----- | ------------------------------ |
| 12    | - Израел - Турска              |
| 10    | - Кипар - Исланд - Италија     |
| 8     |                                |
| 7     | Данска                         |
| 6     |                                |
| 5     | - Ирска - Уједињено Краљевство |
| 4     |                                |
| 3     | - Норвешка - Шпанија           |
| 2     | Француска                      |
| 1     | - Финска - Шведска             |